# Bilokacja
Bilokacja – wieloznaczne pojęcie dotyczące m.in. zjawisk paranormalnych polegających na możliwości znajdowania się w dwóch miejscach jednocześnie. W mistyce chrześcijańskiej bilokacja zaliczana jest do darów charyzmatycznych o charakterze nadprzyrodzonym.
Osoby, które opisane są jako doświadczające bilokacji są w pełni świadome swojego przebywania w dwóch miejscach.
Występowanie bilokacji przypisywano hinduistycznym mistrzom duchowym i joginom, świętym katolickim oraz islamskim fakirom.

## Znane osoby, którym przypisywano zdolność bilokacji

### Święci chrześcijańscy
- św. Franciszek z Paoli[2]
- św. Antoni Padewski[3]
- św. ojciec Pio z Pietrelciny[4]
- św. siostra Faustyna Maria Kowalska[5]
- św. Katarzyna ze Sieny[6]
- św. Jan Bosko[7]
- św. Wincenty Pallotti (Trilokacja)

### Hinduscy mistrzowie duchowi
- Śirdi Sai Baba – muzułmański fakir oraz hinduski mistrz duchowy – według swoich wyznawców wielokrotnie pojawiał się w kilku miejscach jednocześnie, aby ratować, ochraniać oraz pomagać innym[8]
- Sathya Sai Baba – hinduski mistrz duchowy[9]

### Jogini
- Swami Pranabananda[10]
- Śri Jukteśwar Giri[10]

### Jasnowidze
- Stefan Ossowiecki[11]